# Алпаго
Алпа̀го (на италиански: Alpago) е община в Северна Италия, провинция Белуно, регион Венето. Административен център на общината е село Пиеве д'Алпаго (Pieve d'Alpago), което е разположено на 690 m надморска височина. Населението на общината е 6807 души (към 2018 г.).
Общината е създадена в 1 януари 2016 г. Тя се състои от предшествуващите общини Пиеве д'Алпаго, Пуос д'Алпаго и Фара д'Алпаго.